# The Time Machine (banda)
The Time Machine, también La Máquina del tiempo, fue una banda bogotana de rock de los años 60 que reunió a Roberto Fiorilli, Fernando Córdoba, Yamel Uribe y Óscar Lasprilla.

## Historia
The Time Machine (nombre tomado de la novela homónima de H. G. Wells) nació de la unión de dos bandas disueltas: The Young Beats y Los Ampex. Sus integrantes fueron: Roberto Fiorilli y Fernando Córdoba, provenientes de la primera, y los ex-Ampex Óscar Lasprilla y Yamel Uribe. El grupo se forma con la llegada del rock psicodélico, movimiento determinante en la disolución de los grupos a los que anteriormente pertenecían sus fundadores. A partir de la influencia de grupos como The Cream, The Who, The Jimi Hendrix Experience y The Paul Butterfield Blues Band, construyeron una propuesta original, caracterizada por su interpretación en vivo de nuevas sonoridades. Son recordados sus conciertos en la discoteca La Bomba, y en pequeños teatros y casas de cultura de diversos barrios de Bogotá.
El grupo grabó un EP —Extended Play o compacto de cuatro canciones—, Blow Up, en 1967 para Disco 15. El título hace referencia a la película de Michelangelo Antonioni, que retrata el inicio de la contracultura de los años 60 en Londres. En éste aparecen los covers The Train Keep a Rolling (Yardbirds), Just Like a Woman (Bob Dylan), Fire (Jimi Hendrix) y Our Love is Driftin' (Paul Butterfield). En esta producción se muestran las capacidades que tenía el grupo, cuyo público principal eran los integrantes de otras bandas que integraban el pequeño movimiento roquero de Bogotá.El disco recibió poca atención de los medios y no fue promocionado ampliamente por la disquera.
La banda desaparece cuando Uribe se va para España, mientras que Lasprilla y Fiorilli se vinculan a The Speakers, a petición de sus fundadores, Rodrigo García y Humberto Monroy .

## Discografía
- Blow Up (EP). Disco 15/Bambuco (1967)
- The Exciting Sound of Los Young Beats Break a-away (2004)

## Integrantes
- Roberto Fiorilli - Batería
- Óscar Lasprilla - Guitarra, voz
- Yamel Uribe - Bajo
- Fernando Córdoba - Guitarra, voz